# Severin Widmer
Severin Widmer (* 10. August 1988) ist ein Schweizer Inline-Speedskater und Eisschnellläufer.
Widmer gewann 2010 das weltweit grösste Inline-Rennen, den Berlin-Marathon. 2011 gelang ihm zudem der Gewinn des World-Inline-Cups.
Auf Inline-Skates fährt er seit 2011 für das Swiss Skate Team.

## Palmarès
- 2008
  - 2. Platz World-Inline-Cup in St. Moritz
  - 2. Platz One Eleven
- 2009
  - 3. Platz World-Inline-Cup in Ostrava
- 2010
  - Sieger Berlin-Marathon
  - Sieger Berlin-Halbmarathon
  - Sieger World-Inline-Cup in Gdańsk
  - 2. Platz World-Inline-Cup in Ostrava
  - 3. Platz World-Inline-Cup in Rennes
  - 2. Platz World-Inline-Cup in Bern
- 2011
  - Sieger Gesamtwertung World-Inline-Cup
  - Sieger World-Inline-Cup in Ostrava
  - Sieger World-Inline-Cup in Valencia
  - 2. Platz World-Inline-Cup in Gdańsk
  - 2. Platz Mannheim-Marathon
- 2012
  - Sieger Schweizer Meisterschaften im Marathon
  - Sieger Rhein-Main Skate-Challenge[3]
  - Sieger Mannheim-Marathon
  - Sieger Gesamtwertung Swiss Skate Tour
  - 2. Platz Gesamtwertung German-Inline-Cup
- 2013
  - German-Inline-Cup
    - Sieger Mittelrhein-Marathon
    - Platz 2 XRace, Geisingen HM und Gesamtwertung
    - Platz 3 Rhein-Main Skate-Challenge
- 2014
  - German-Inline-Cup
    - Platz 3 Berliner Halbmarathon